# NGC 2748
NGC 2748 is een spiraalvormig sterrenstelsel in het sterrenbeeld Giraffe. Het hemelobject werd op 2 september 1828 ontdekt door de Britse astronoom John Herschel.

## Synoniemen
- UGC 4825
- MCG 13-7-19
- ZWG 350.14
- IRAS09080+7640
- PRC C-28
- PGC 26018